# Oana Manea
Oana Andreea Manea (* 18. April 1985 in Bukarest) ist eine rumänische Handballspielerin. Sie stand über viele Jahre im Kader der rumänischen Nationalmannschaft.

## Karriere
Oana Manea spielte ab 2001 beim rumänischen Erstligisten CS Oltchim Râmnicu Vâlcea. Mit Oltchim gewann sie 2002, 2007, 2008, 2009, 2010, 2011, 2012 und 2013 die rumänische Meisterschaft, 2002, 2007 und 2011 den rumänischen Pokal sowie 2007 den Europapokal der Pokalsieger. Nachdem Oltchim 2013 in Konkurs gegangen war, schloss sie sich dem slowenischen Verein RK Krim an. Im Februar 2014 verließ die Kreisläuferin Krim und wechselte zum rumänischen Verein CSM Bukarest. Mit CSM Bukarest gewann sie 2015, 2016, 2017 und 2018 die rumänische Meisterschaft, 2016, 2017, 2018 und 2019 den rumänischen Pokal sowie 2016 die EHF Champions League. Nach der Saison 2018/19 beendete sie ihre Karriere. Im Sommer 2021 gab Manea bekannt, dass sie beim rumänischen Erstligisten Rapid Bukarest ihr Comeback geben werde. Nachdem Manea mit Rapid 2022 die rumänische Meisterschaft gewonnen hatte, beendete sie ihre Karriere.
Oana Manea nahm bis 2013 mit der rumänische Nationalmannschaft an zwei Weltmeisterschaften (2009 und 2011) sowie an vier Europameisterschaften (2004, 2008, 2010 und 2012) teil. Anschließend beendete sie ihre Länderspielkarriere. 2015 gab sie ihr Comeback für die rumänische Nationalmannschaft. Mit Rumänien nahm sie nochmals an der Weltmeisterschaft 2015, den Olympischen Spielen 2016 sowie an der Europameisterschaft 2016 teil. Im Dezember 2016 erklärte sie erneut den Rücktritt aus der Nationalmannschaft. Mit der Rumänischen Auswahl gewann sie bei der Europameisterschaft 2010 sowie bei der Weltmeisterschaft 2015 jeweils die Bronzemedaille.

## Sonstiges
Ihr Vater Dumitru Manea spielte professionell Fußball.